# Confédération sud-américaine de volley-ball
La Confédération sud-américaine de volley-ball (CSV) est la fédération continentale gérant le volley-ball en Amérique du Sud. Elle est basée à Rio de Janeiro au Brésil.

## Historique
Les origines de la confédération sud-américaine de volley-ball (CSV) sont encore débattues. Certains affirment qu'elle a été fondée à Buenos Aires (Argentine) le 12 février 1946, d'autres qu'elle a été fondée à Rio de Janeiro (Brésil) le 3 juillet de la même année. Dans les deux cas, elle aurait ainsi été créée avant la Fédération Internationale de Volleyball elle-même, et est la plus ancienne de toutes les confédérations continentales de volley-ball.
Jusqu'à maintenant[Quand ?], la CSV a eu un total de huit président, tous sauf un issus de fédérations nationales ayant eu une tradition de volley-ball : Brésil, Pérou, Argentine, Venezuela et Colombie, qui est l'exception. Après l'élection du président actuel[Quand ?], le Brésilien Aray Graça Filho, le siège de la CSV a été déplacé de Lima au Pérou à Rio de Janeiro au Brésil.
La CSV dirige les fédérations nationales de volley-ball situées en Amérique du Sud, et organise les compétitions continentales comme les Championnats d'Amérique du Sud (depuis 1951) et les Jeux Pan-Américains, parfois en accord avec d'autres confédérations et avec la FIVB. Elle participe aussi à l'organisation de tournois de qualification pour des événements majeurs comme les Jeux Olympiques ou les Championnats du monde, et de compétitions internationales accueillies par une de ses fédérations affiliées.

## Équipes
Le Brésil, l'Argentine, le Venezuela et le Pérou sont les fédérations de la CSV, dont les équipes nationales ont eu les meilleurs résultats sportifs.

## Fédérations affiliées
| Pays             | Fédération                          |
| ---------------- | ----------------------------------- |
| Argentine        | Federación Argentina de Voleibol    |
| Bolivie          | Federación Boliviana de Voleibol    |
| Brésil           | Confederação Brasileira de Voleibol |
| Chili            | Federación de Voleibol de Chile     |
| Colombie         | Federación Colombiana de Voleibol   |
| Équateur         | Federación Ecuatoriana de Voleibol  |
| Guyane française | Ligue de Guyane de Volley-Ball      |
| Guyana           | Guyana Volleyball Federation        |
| Paraguay         | Federación Paraguaya de Voleibol    |
| Pérou            | Federación Peruana de Voleibol      |
| Uruguay          | Federación Uruguaya de Voleibol     |
| Venezuela        | Federación Venezoelana de Voleibol  |